# Zettling
Zettling là một đô thị thuộc huyện Graz-Umgebung bang Steiermark, nước Áo. Đô thị Zettling có diện tích 11,29 km², dân số thời điểm cuối năm 2008 là 1430 người.